# 网元圣唐
北京网元圣唐娱乐科技有限公司，简称网元圣唐，曾用商業名稱為游戏吧和GAMEBAR，是一家總部位於中華人民共和國北京市朝阳区铜牛电影产业园的電子遊戲開發商和發行商。

## 历史
網元聖唐創始人孟宪明原為中视网元首席执行官，中视网元於2005年開始在中國大陸代理發行單機遊戲，隨著中國大陸單機遊戲市場萎縮，2008年中视网元開始發展網絡遊戲業務。孟宪明則認為公司應該同時投資開發單機遊戲，保持公司在單機遊戲市場的地位，2009年孟宪明由於與公司意見分歧，離開中视网元建立網元聖唐，公司於同年7月註冊成立，新公司位於石景山高新技术园区，品牌名稱為GAMEBAR（游戏吧），成員主要來自中视网元的單機遊戲開發部門。
孟宪明認為遊戲作為新的載體，也應該承擔「傳播中國文化」的社會責任，公司的開發專案都受此影響，作品題材和世界觀都參考了中國傳統文化。網元聖唐首部作品是2010年7月推出的單機遊戲《古剑奇谭：琴心剑魄今何在》，由旗下子公司上海烛龙開發。網元聖唐也自該作開始打造古剑奇谭系列品牌，遊戲相繼改編成小說、電視劇等。2011年7月網元聖唐發佈首部網絡遊戲《聚仙》，該作由旗下拙匠工作室開發，網元聖唐與阳光保险合作，在遊戲中推出了全球首款虚拟财产保险，並由中国版权保护中心作為保險第三方監督人。2014年，網元聖唐成立子公司呈祥影视負責將古剑奇谭系列影視化。2015年，網元聖唐子公司北京九凤公佈新專案《神舞幻想》，北京九凤成員來自原幻想三國誌系列開發團隊，遊戲使用當時最新的遊戲引擎虛幻4開發，以追趕海外開發商的遊戲品質。
2020年10月《古剑奇谭三：梦付千秋星垂野》製作人、主美術和主程序相繼離職，次月騰訊投資網元聖唐，獲得20%股份。2023年11月11日，騰訊增持網元聖唐股份到43.38%。2024年1月網元聖唐開發的《白荆回廊》發售，次月腾讯增持网元圣唐股份至87%，成为公司實控人。2025年4月24日，網元聖唐表示旗下遊戲帳號將合併到騰訊的帳號體系中，預計2025年內完成。